# Leonard Ingrams
Leonard St. Clair Ingrams (* 24. Januar 1900 in Shrewsbury; † 30. August 1953 in Feldafing) war ein britischer Banker. Während des Zweiten Weltkriegs war er Leiter der Political Warfare Executive, der Abteilung für politische Kriegsführung der britischen Regierung. Er ist nicht zu verwechseln mit seinem Sohn Leonard Victor Ingrams (1941–2005), der ebenfalls ein bekannter Banker war.

## Leben und Tätigkeit
Ingrams besucht die Shrewsbury School und studierte am Pembroke College der Universität Oxford.
Seit 1924 arbeitete er als Banker: Er wurde europäischer Vertreter der Chemical Bank and Trust Company of New York. In dieser Stellung reiste er viel auf dem europäischen Kontinent umher, war ihm – da er als Pilot hierfür auf sein eigenes Flugzeug, eine Puss Moth, zurückgriff – den Spitznamen "the flying banker" einbrachte.
1940 wurde Ingrams zum Liaison Officer beim Ministry of Economic Warfare mit Zuständigkeit für die "schwarze Propaganda" in Deutschland ernannt. In dieser Stellung unterstand ihm die Political Warfare Executive, der die Durchführung der subversiven Propaganda in Deutschland und den deutsch besetzten Gebieten oblag. So rekrutierte er den Journalisten Sefton Delmer für den Aufbau "schwarzer" Radiosender, d. h. von Radiosendern, die sich (im Gegensatz zu den sogenannten weißen Sendern), nicht als britische Propagandasender zu erkennen gaben, sondern ihren Zuhören auf dem Kontinent glauben zu machen versuchten, dass es sich bei ihnen um deutsche Sender handelte, um auf dieser Grundlage durch das geschickte Einstreuen von der Kriegsmoral abträglichen Informationen Zersetzungsarbeit gegen den Kriegsgegner zu betreiben. Des Weiteren organisierte er eine Abteilung, die den Briefverkehr zwischen Deutschland und neutralen Staaten Europas und außerhalb Europas überwachte – Briefe wurden abgefangen, gesichtet und wiederverschlossen in den Postumlauf zurückgegeben – und der gesichteten Post Informationen zur Verwertung durch in der britischen Kriegspropaganda entnahmen.
Einer seiner Mitarbeiter kennzeichnete Ingrams später als phantasiebegabt, intelligent und schrieb ihm einen komplexen Verstand zu.
Im Sommer 1945 wurde Ingrams vom Foreign Office ins alliierte Internierungslager Bad Mondorf – in dem zu diesem Zeitpunkt die wichtigsten in Gefangenschaft geratenen NS-Führer festgehalten wurden – geschickt, um im Auftrag der britischen Regierung die ersten Vernehmungen der höchsten gefangenen NS-Funktionäre durchzuführen. So vernahm er im Juni 1945 auch Hermann Göring.
Nach dem Krieg wurde Ingrams Managing Director des Continental Assets Realization Trust.

## Familie
Ingrams war verheiratet mit Citoria Reid (1908–1997) einer Tochter des Leibarztes der König Victoria, Sir James Reid. Mit ihr hatte er vier Söhne, darunter Richard Ingrams und Leonard Victor Ingrams, und eine Tochter.